# Norantea
Norantea är ett släkte av tvåhjärtbladiga växter. Norantea ingår i familjen Marcgraviaceae.
Kladogram enligt Catalogue of Life:
| Norantea | \| \| Norantea brachystachya \| \| \| \| \| \| Norantea guianensis \| \| \| \| |
|          | \| \| Norantea brachystachya \| \| \| \| \| \| Norantea guianensis \| \| \| \| |
|          | Marcgravia                                                                     |
|          |                                                                                |
|          | Marcgraviastrum                                                                |
|          |                                                                                |
|          | Pseudosarcopera                                                                |
|          |                                                                                |
|          | Ruyschia                                                                       |
|          |                                                                                |
|          | Sarcopera                                                                      |
|          |                                                                                |
|          | Schwartzia                                                                     |
|          |                                                                                |
|          | Souroubea                                                                      |
|          |                                                                                |
|          | Norantea brachystachya                                                         |
|          |                                                                                |
|          | Norantea guianensis                                                            |
|          |                                                                                |

|  | Norantea brachystachya |
|  |                        |
|  | Norantea guianensis    |
|  |                        |

## Bildgalleri

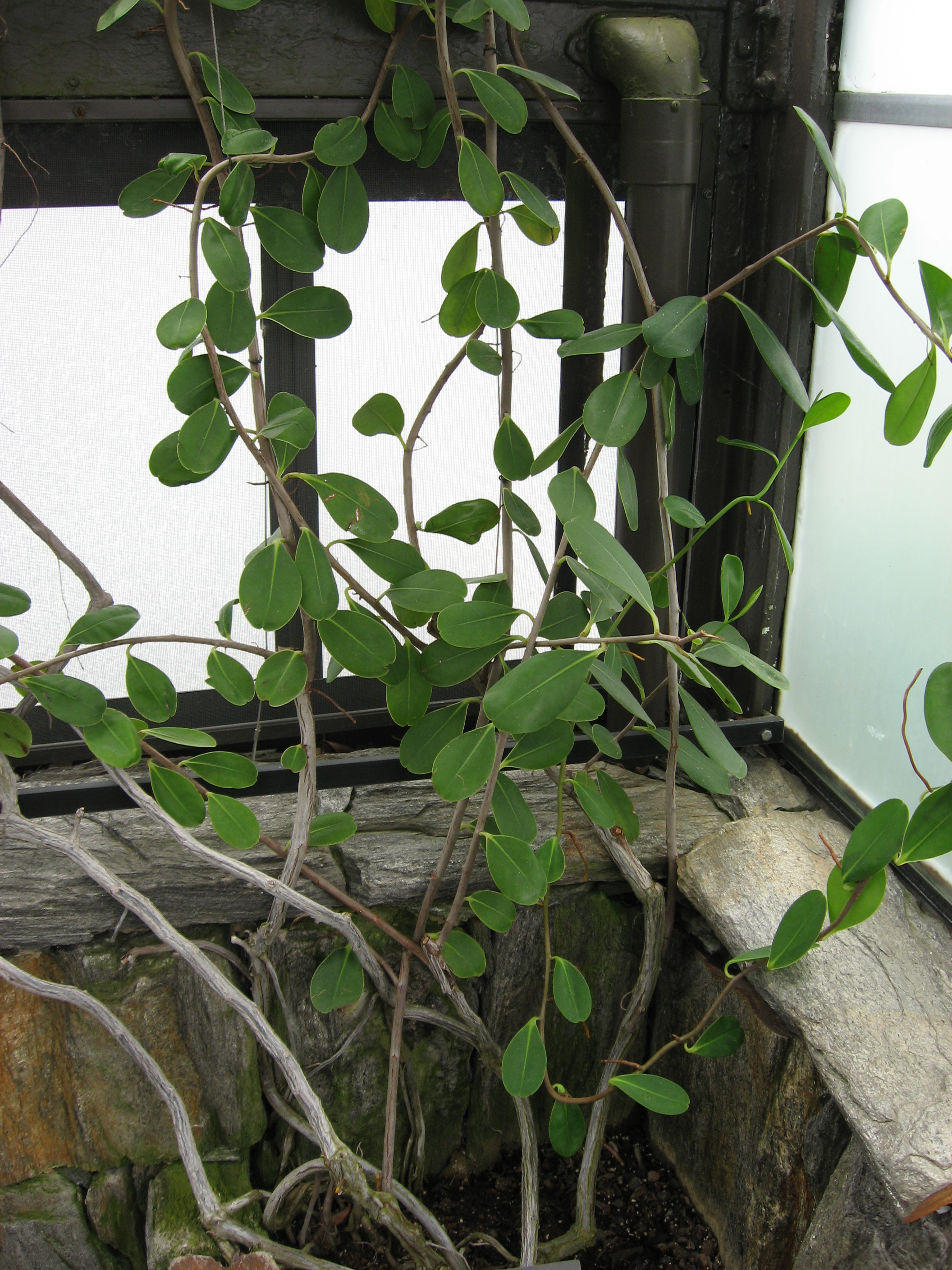